# Escadron de chasse 2/13 Alpes

L'escadron de chasse 2/13 Alpes est une ancienne unité de combat de l'armée de l'air française. Il était installé sur la base aérienne 132 Colmar-Meyenheim et ses avions portaient un code entre 13-PA et 13-PZ.

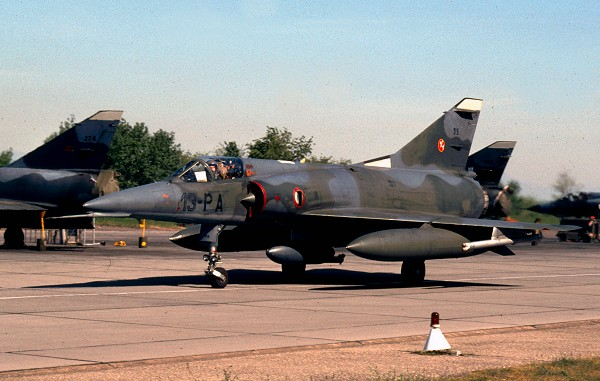
Mirage 5F no 35 "13-PA" du 2/13.

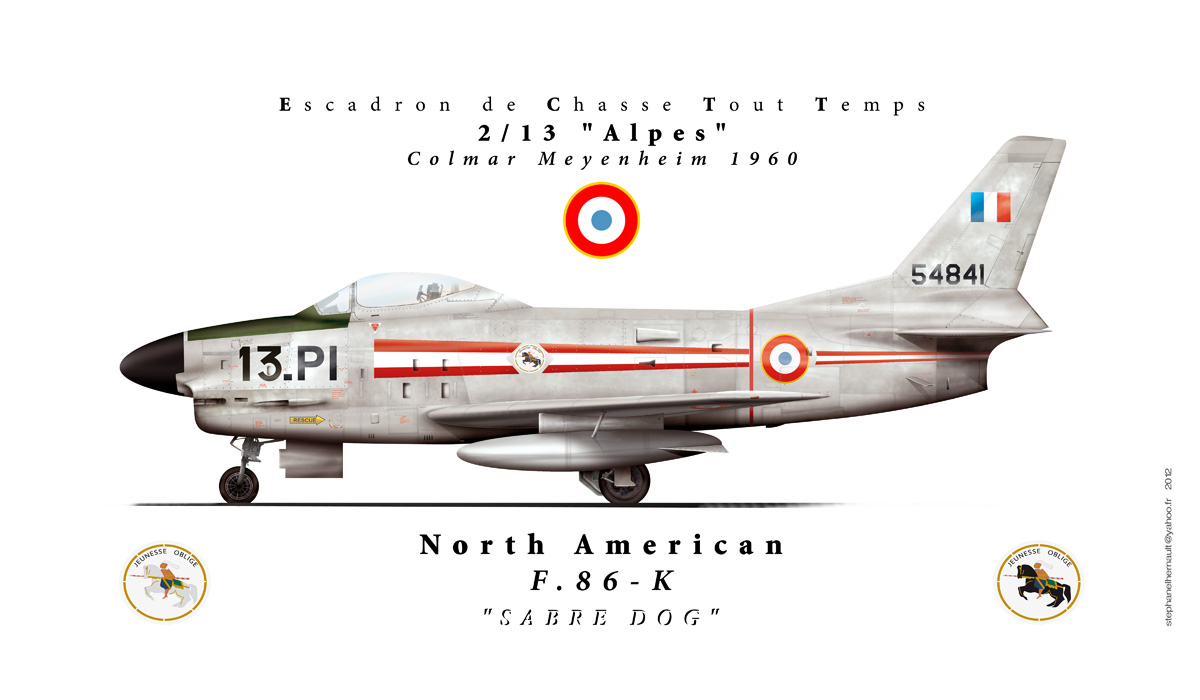
F-86K.

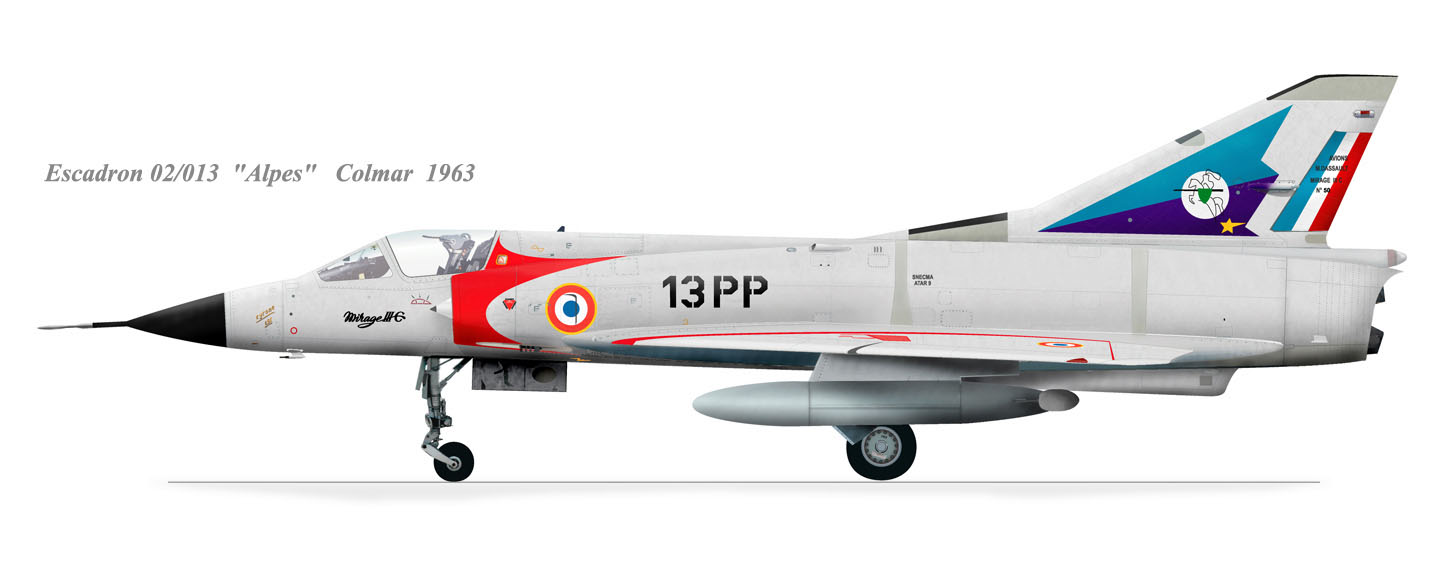
Mirage IIIC du 2/13 Alpes.

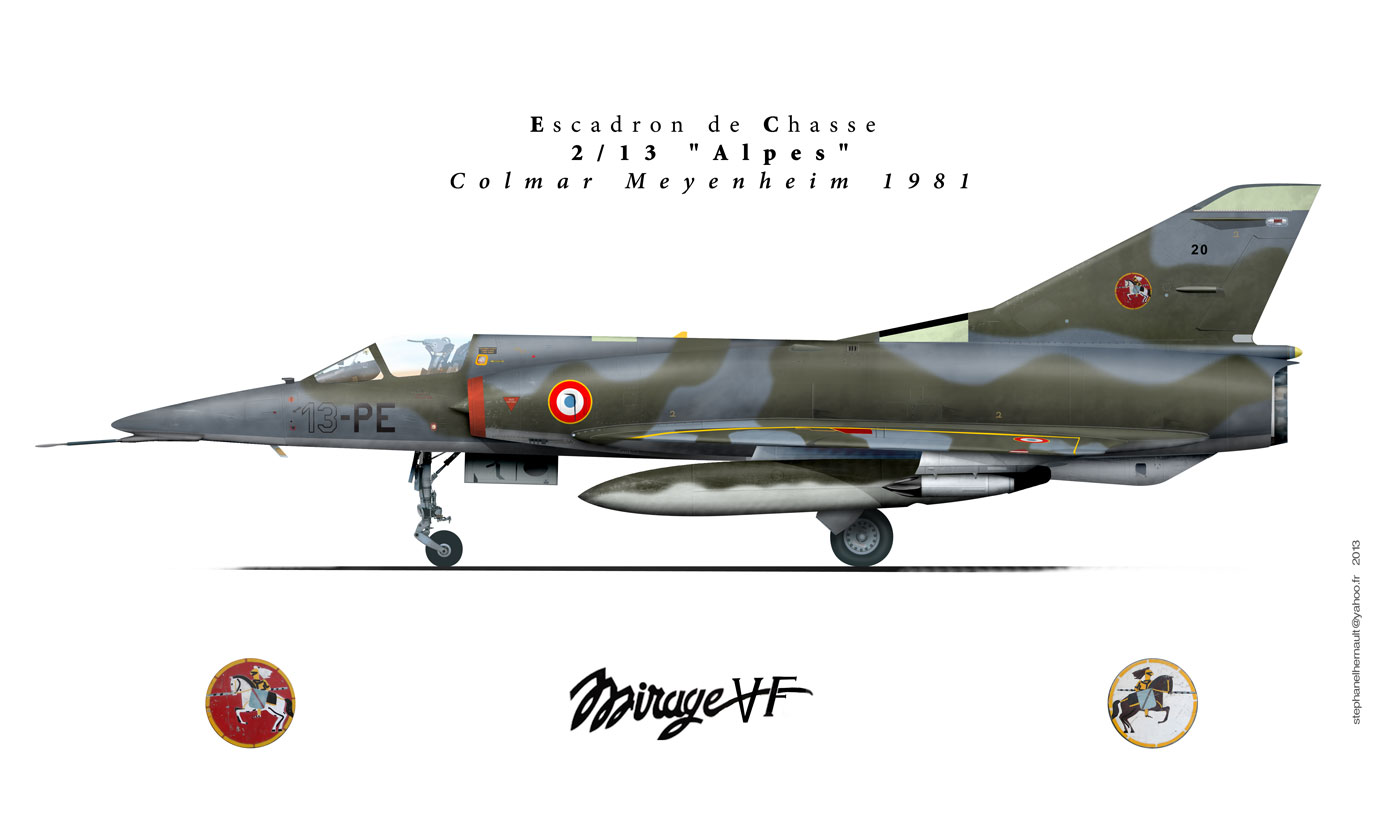
Mirage 5F.

## Historique
La 13e Escadre de chasse tout-temps a été créée en 1955 sur la base aérienne 139 Lahr. Elle déménage en 1957 pour la base aérienne 132 Colmar-Meyenheim. L'ECTT 2/13 Alpes est initialement équipé de F-86K Sabre puis, une dizaine d'années plus tard, de Mirage IIIC. En 1965, l'escadron est la première unité de l'Armée de l'Air déclarée opérationnelle sur Mirage IIIE. En 1972, l'unité prend l'appellation d'escadron de chasse 2/13 Alpes et prend réception des Mirage 5F en 1977. Ils y resteront en service jusqu'à la dissolution de l'escadron, officiellement prononcée le 3 juin 1994, marquant également le retrait du service actif des Mirage III et Mirage 5F de l'armée de l'air.
Le 3 février 1992 a lieu l'intégration d'une 3e escadrille (SPA 155) avec les Mirage IIIBE, jusqu'au 23 juin 1992.

## Escadrilles
- Cheval Bai
- Cheval Gris
- SPA 155 (3 février 1992 au 31 juillet 1994)

## Bases
- Base aérienne 139 Lahr (1955-1957)
- Base aérienne 132 Colmar-Meyenheim (1957-1994)

## Appareils
- North American F-86K Sabre (1956-1962)
- Dassault Mirage IIIC (1962-1965)
- Dassault Mirage IIIE (1965-1977)
- Dassault Mirage 5F (1977-1994)
- Dassault Mirage IIIBE (1992-1994)

## Les commandants de l'escadron
- 1957 Cne Brisset
- 1959 Cne Cavat
- 1961 Cne Defline
- 1963 Cne Esioux
- 1964 Cne Decointet
- 1965 Cne Arnaubec
- 1966 Cne Copel
- 1967 Cne Huere
- 1969 Cdt Picagne
- 1970 Cdt Mercier
- 1972 Cdt Vallat
- 1973 Cdt Baïsse
- 1975 Cdt Meresse
- 1976 Cdt Mansard
- 1978 Cdt De La Simone
- 1980 Cdt Resnier
- 1982 Cdt Michel
- 1983 Cdt De Vaissière
- 1985 Cdt Hartweck
- 1986 Cdt Gasse
- 1988 Cdt Picault
- 1990 Cdt Robin
- 1992 Cdt Lahens

## Sources
- Mirage III, 5, 50 et dérivés de 1955 à 2000, D. Breffort et A. Jouineau, éd. Histoire & Collection,  (ISBN 2-913903-91-6)
- 40 ans d'histoire dans le ciel d'Alsace. Du F86K au Mirage F1 CT. La 13e escadre de chasse, Paul Aubert, Imprimerie AGI, (BNF 37674499)